# 土肥維平
土肥 維平（どひ これひら、生年不明 - 建暦3年閏9月19日〈1213年11月3日〉）は、平安時代後期から鎌倉時代にかけての武将。鎌倉幕府御家人。別名に惟平。通称、千次郎、左衛門尉。土肥遠平の長男。義弟に小早川景平、姉妹に伊東祐時室、三浦義村室がいる。子に仲平、左衛門次郎、維時。
土肥氏は桓武平氏良文流の庶流。父遠平から相模国土肥郷と土肥氏家督を譲られた維平は、正治元年（1199年）の梶原景時の変では御家人66名による景時糾弾の連判状に名を連ね、建仁3年（1203年）の比企能員の変では比企一族粛清のための北条義時の軍勢に従軍する。
建暦3年（1213年）5月に勃発した和田合戦で和田義盛方に与し敗北。子の仲平、左衛門次郎は討ち死にを遂げ、維平も捕縛され同年閏9月19日に処刑された。
維平の三男である維時は辛うじて生き延びたものの、維平の父遠平が養子・景平の継承していた安芸国沼田荘に下向したこともあり、その後の相模における土肥氏の勢力は失われた。